# Valley girl
Valley girl, syftande på San Fernando Valley i norra Los Angeles, USA, är en amerikansk stereotyp som uppstod på 1980-talet och vars allmänna betydelse har skiftat något under de senaste årtiondena. Grundbetydelsen är en välbärgad, ytlig och shoppingintresserad förortstjej från övre medelklassen i Los Angeles pendlarsamhällen i San Fernando Valley, utan något större intresse för till exempel sociala frågor eller miljöfrågor. Begreppet har dock kommit att förskjutas till att mer betyda ytlig, smaklös, bortskämd eller ointelligent ung flicka/kvinna större intresse för iögonfallande konsumtion än intellektuell eller personlig prestation  och har då fått en karaktär av skällsord. Begreppet är idag ganska sällan använt i USA, och även San Fernando Valley har förändrats under åren.
Valley girl kan även syfta på en stereotyp av en sexuellt promiskuös (och med en intelligens under genomsnittet) ung kvinna eller tonårstjej i de industri- och gruvpräglade South Wales Valleys nära Cardiff, och har då en betydelse som liknar stereotypen Essex girl.
Musikern Frank Zappa skrev en låt med just namnet Valley Girl (på albumet Ship Arriving Too Late to Save a Drowning Witch), och handlar om samma sak som uttrycket står för. Låten innehåller en valley girl-monolog, som gjordes av Franks då 14-åriga dotter Moon Unit Zappa.
Filmen Valley Girl (Det svarta fåret, 1983) med Nicolas Cage skildrar valley girl-livsstilen.

## Valleyspeak
En sociolekt som associeras med valley girls uppstod i San Fernando Valley på 80-talet och fick namnet Valleyspeak eller Valspeak. Valleyspeak är en amerikansk engelsk sociolekt, bäst förknippad med Valley Girls, även om delar av den har spridit sig till andra folkgrupper, inklusive män som kallas "Val dudes". Denna sociolekt blev en internationell modefluga under en viss period på 1980- och 1990-talen, med en topperiod från omkring 1981 till 1985. Valleyspeak kännetecknas populärt av både den frekventa användningen av stigande intonation (s.k. uptalk) och dess vokabulär.
Vallyspeak karaktäriseras av att uttryck som like, whatever, way, as if!, totally och tubular (ett begrepp inom surfning) skjuts in i meningar för emfas. Påståenden uttalas ofta som frågor, med stigande intonation. Betonade ord uttalas med stor variation i tonhöjd i kombination med väldigt öppna eller nasala vokalljud.

## Språkideologi
Tack vare sin plats i nöjesindustrins centrum är Kalifornien en av de viktigaste källorna över hela världen för nya kultur- och ungdomstrender, inklusive språktrender. Detta lämpar sig för explicita språkideologier om dialekter i området eftersom de får mer granskning än dialekter i andra närliggande regioner. Språkliga egenskaper hos valleyspeak anses ofta vara "fåniga" och "ytliga" och ses som ett tecken på låg intelligens. Talarna uppfattas också ofta som "materialistiska" och "uppblåsta". Användningen av "like" eller den citerande frasen "be like" är ofta ideologiskt kopplade till Kalifornien och Valleyspeak trots den numera utbredda användningen av termerna bland ungdomar, vilket resulterar i att de också får den "ytliga" rollbesättningen. I den nationella uppfattningen anses tal i Kalifornien vara en produkt av kombinationen av tal från Valley Girl och surfare, och "förknippas med bra engelska, men aldrig riktigt".
En studie om regionala språkideologier gjord i Kalifornien 2007 fann att, trots dess utbredning och associering i Kalifornien under de senaste decennierna, kalifornierna själva inte anser "Valley girls" som en alltför utbredd social eller språklig grupp i delstaten. Delstatsinvånare angav faktorer som invandrarbefolkningar och nord-sydlig regional slang som mer relevanta än Valleyspeak inom delstaten.
Amanda Ritchart, en doktorand som studerar lingvistik vid University of California San Diego, analyserade 23-åringar (studenter i högskoleåldern) från olika socioekonomiska bakgrunder och etnicitet, särskilt i regionen Södra Kalifornien. Efter den här studien safe Ritchart en gång: "Kvinnor använde uptalk oftare än män gjorde. Deras tonhöjd steg högre totalt sett, och uppgången började mycket senare i frasen." Även om könsskillnaden är anmärkningsvärd, talar majoriteten av både män och kvinnor i södra Kalifornien. Faktum är att 100 % av deltagarna använde uptalk när de ställde en bekräftande fråga, som "Gå hela vägen till höger i mitten där det står Canyon Hills?"
Enligt artikeln "What's Up With Upspeak?" antas det att de kvinnor som använder Valleyspeak har "sämre talmönster".